# Melissodes pennsylvanica
Melissodes pennsylvanica är en biart som först beskrevs av Amédée Louis Michel Lepeletier 1841.  Melissodes pennsylvanica ingår i släktet Melissodes och familjen långtungebin. Inga underarter finns listade i Catalogue of Life.